# Laphria metalli
Laphria metalli là một loài ruồi trong họ Asilidae. Laphria metalli được Walker miêu tả năm 1851. Loài này phân bố ở vùng nhiệt đới châu Phi.